# 矢指谷遺跡
矢指谷遺跡（やさしやといせき）は、神奈川県横浜市旭区矢指町にある旧石器時代・縄文時代の複合遺跡である。

## 概要
帷子川上流の丘陵地帯に所在する。聖マリアンナ医科大学横浜市西部病院の建設に伴って、1984年（昭和59年）から翌年にかけて発掘調査が実施された。
3万年以上前に遡るとされており、横浜市内では保土ケ谷区の明神台遺跡（みょうじんだいいせき）などと共に人間の活動痕跡が見られる遺跡として最古級に位置付けられている。関東ローム層の「立川ローム層」からは、ナイフ形石器などが発見されている。他に縄文時代の竪穴建物跡や落とし穴などが発見された。現在は病院敷地内に発掘調査の概要を示す説明板がある。